# Creatonotos brunnipennis
Creatonotos brunnipennis är en fjärilsart som beskrevs av Max Bartel 1903. Creatonotos brunnipennis ingår i släktet Creatonotos och familjen björnspinnare. Inga underarter finns listade i Catalogue of Life.